# حمزه رابرتسون
حمزه رابرتسون (به انگلیسی: Hamza Robertson) با نام اصلی تام رابرتسون (به انگلیسی: Tom Robertson) (زاده: ژانویه ۱۹۸۲) خوانندهٔ و نوازنده مسلمان انگلیسی است. از مشخصه‌های کار هنری او تأکید بر دعوت اسلامی از طریق موسیقی است.

## زندگی
تام در اولدهام منچستر بزرگ در انگلستان به دنیا آمد. در دوران مدرسه او موسیقی و هنرهای نمایشی فعالیت می‌کرد. او عضو یک باشگاه تئاتر محلی شد، و در آن آهنگ‌های خود را می‌نوشت و اجرا می‌کرد. تام به مدت سه سال به تحصیل رشتهٔ «هنرهای نمایشی و موسیقی ملی» پرداخت. او در گروه‌های موسیقی بسیاری در خارج از دانشگاه نیز با نواختن انواع آلات موسیقی و نوشتن آهنگ و تصنیف شرکت می‌کرد. در طول دوران تحصیل آکادمیک، تام به نواختن صفحه کلید و خوانندگی در گروه‌های مختلف پرداخت و بعد از مدتی، تبدیل به بهترین خواننده، گیتاریست و نوازنده کیبورد گروهی که با دوستانش تشکیل داده بود شد. همچنین او اجرای تکنوازی‌ها را نیز بر عهده داشت.

### مسلمان شدن
تام در سال ۲۰۰۳ وقتی که فقط ۲۱ سال داشت به دین اسلام گروید. با این حال، او تحت تأثیر موسیقی باقی‌مانده بسیار شبیه به آنچه که قبل از اینکه مسلمان شود.

## ترانه شناسی
حمزه رابرتسون تا به امروز فقط آلبوم چیزی درباره زندگی در تاریخ ۳ ژوئیه ۲۰۰۷ منتشر کرده‌است.

### لیست قطعات
| شماره | نام              | مدت   |
| ----- | ---------------- | ----- |
| ۱.    | «Our Creation»   | ۰۴:۰۹ |
| ۲.    | «Your Beauty»    | ۰۳:۲۱ |
| ۳.    | «Show Me»        | ۰۵:۱۸ |
| ۴.    | «He Is One»      | ۰۳:۰۳ |
| ۵.    | «Morning Prayer» | ۰۳:۴۸ |
| ۶.    | «My Hero»        | ۰۳:۱۱ |
| ۷.    | «Everyday»       | ۰۳:۲۶ |
| ۸.    | «The Mountain»   | ۰۴:۲۰ |
| ۹.    | «O Allah»        | ۰۳:۲۰ |